# Planície de Messara

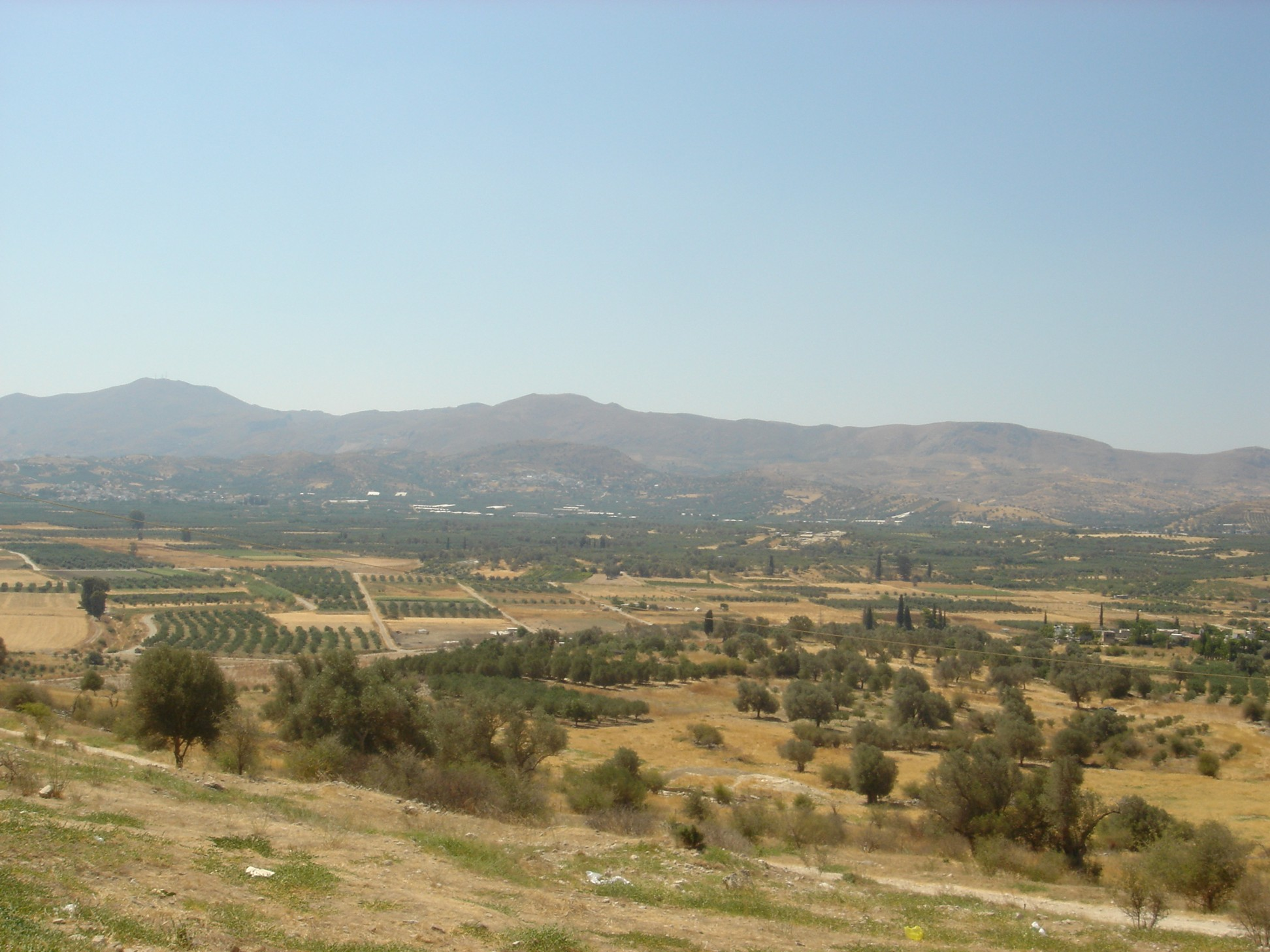
Vista da planície de Messara desde Festo.

Messara ou Planície de Messara (grego: πεδιάδα της Μεσ(σ)αράς) é uma planície fluvial do sul de Creta que se estende cerca de 50 km de leste a oeste e 7 km de norte a sul, sendo a maior planície de Creta. Localiza-se entre as Montanhas Brancas e as Montanhas Asterúsia, a leste. Messara é povoada desde muito cedo e viu a prosperidade de muitas cidades em Creta. Atualmente, a planície de Messara é muitas vezes conhecida como "Jardim de Creta" em decorrência das muitas fazendas que se aproveitam do solo fértil circundante.
Em uma colina no extremo ocidental de Messara se encontra as ruínas minoicas de Festo, e no meio, as da antiga cidade de Gortina. Durante o período minoico, a planície foi extensivamente utilizada para a agricultura. 75 dos então 95 tolo erigidos pelos minoicos podem ser encontrados em Messara.
Desde 1 500 a.C., a planície tem crescido até 6 km, devido a uma acumulação de sedimentos fluviais. Tem-se encontrado importantes quantidades de argila da região de Messara na cerâmica minoica, principalmente do solo e das rochas, em particular, do sopé das montanhas Asterúsia e no sul das montanhas Psilorítis.